# Runcinia sitadongri
Runcinia sitadongri es una especie de araña cangrejo del género Runcinia, familia Thomisidae. Fue descrita científicamente por Gajbe en 2004.

## Distribución
Esta especie se encuentra en India.

## Tratamiento taxonómico
La especie aparece registrada y publicada en Description of three new species of crab spiders (Araneae: Thomisidae) from Madhya Pradesh, India. Records of the Zoological Survey of India 103(1–2): 123–130.